# Skipton-on-Swale
Skipton-on-Swale est un village du Yorkshire du Nord, en Angleterre. Il est situé sur la rivière Swale.